# Gian Sammarco
Gian Sammarco, född 30 januari 1970 i Northampton, är en engelsk före detta barnskådespelare. Han är mest känd för rollen som Adrian Mole i TV-serierna Adrian Moles hemliga dagbok (1985) och Unge Adrians lidanden (1987).